# Vấn hịch
Vấn hịch (tiếng Trung: 問覡), tục xưng vấn mễ (tiếng Trung: 問米) là một nghi thức thông linh trong tín ngưỡng dân gian Trung Quốc. Linh môi thường là phụ nữ lớn tuổi, được gọi là "Vấn hịch bà" (hay "Vấn mễ bà"), mời linh hồn từ linh giới tới nhân giới, nhập hồn vào người thông linh và trò chuyện với người khách.

## Lịch sử
Vấn hịch đã xuất hiện tại Trung Quốc từ thời thượng cổ, được coi là trí giả, có thể giao tiếp với thần linh và quỷ linh, am hiểu bói toán, thiên văn, địa lý; nữ gọi là "vu", nam gọi là "hịch". Vào thời Xuân Thu, chức "vu" được nạp vào Lễ bộ, phụ trách tế thiên và bói toán.
Vào thời nhà Hán, "vu" bị đạo thuật hấp thu, lại phân chia thành hàng linh thuật, triệu linh thuật và thông linh thuật. Vấn mễ thuộc về triệu linh thuật, trong triệu linh thuật lại chia làm triệu thần linh và triệu quỷ linh. Đạo giáo triệu linh thông qua "thuật", công cụ là phù chú.